# Bühne der Kulturen

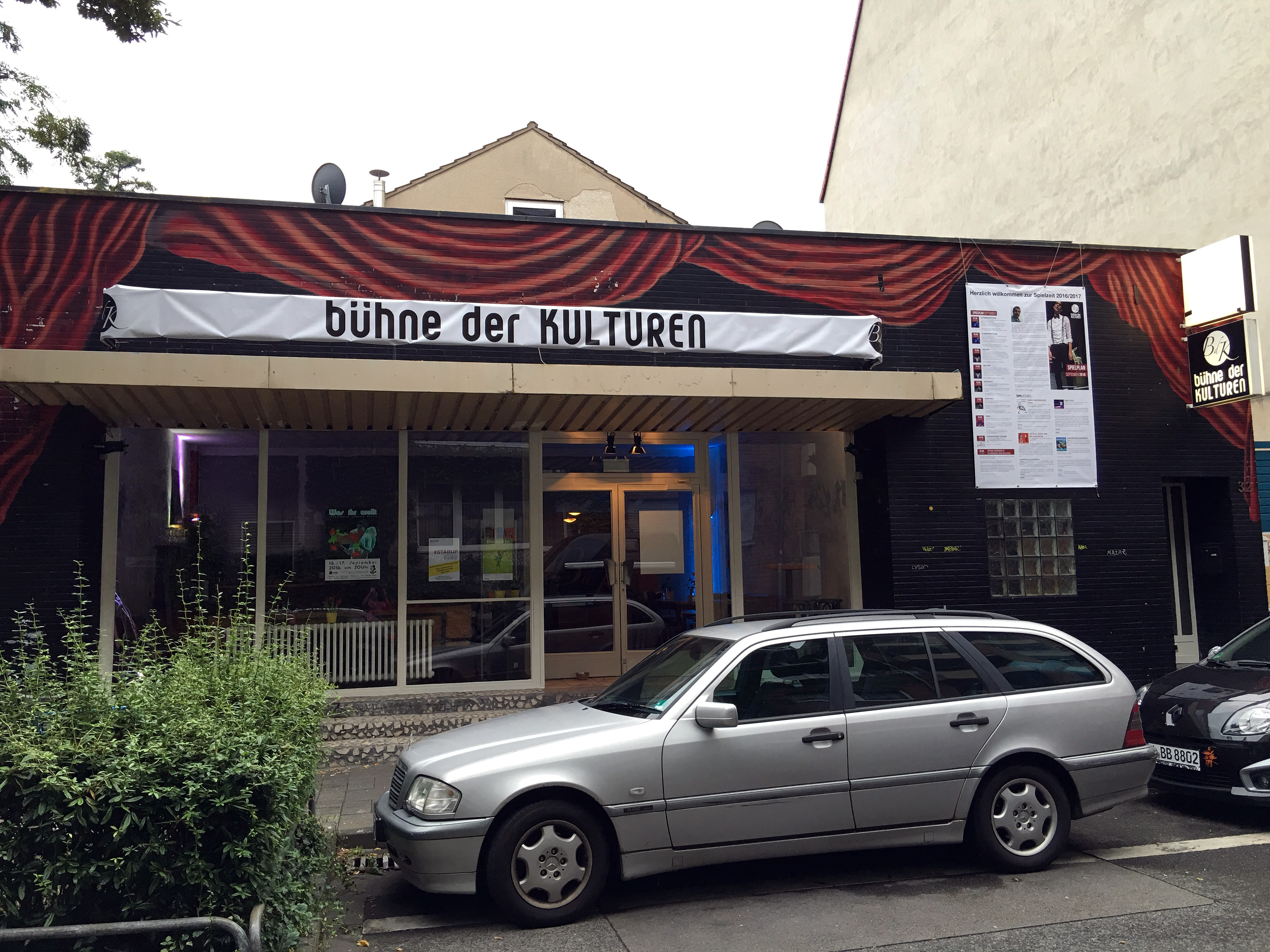
Bühne der Kulturen, 2016

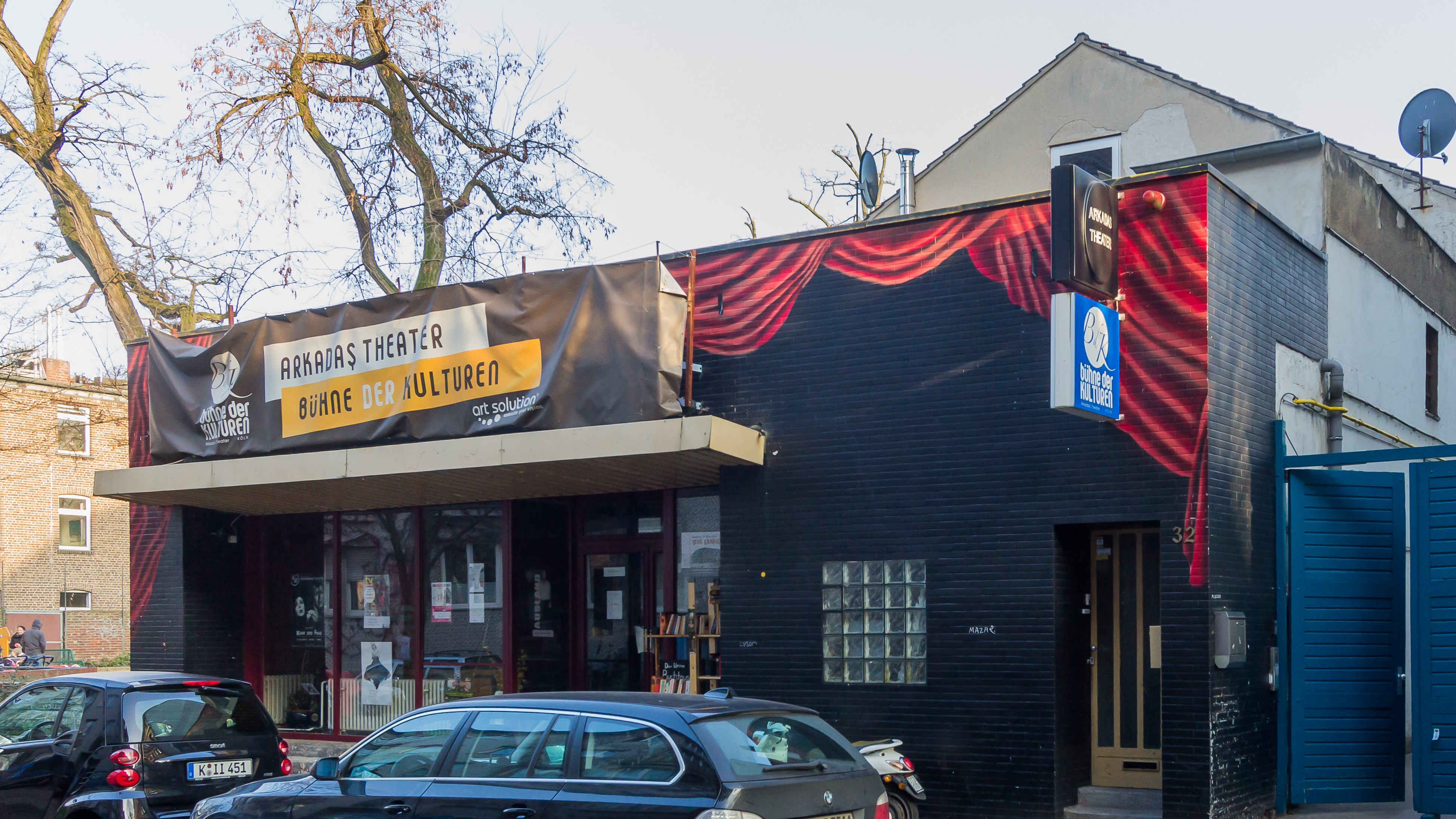
Arkadaş Theater, 2015

Die Bühne der Kulturen (Eigenschreibweise: bühne der KULTUREN) war ein interkulturelles Theater in Köln, welches vornehmlich Stücke zum multikulturellen Miteinander zeigte. Das Theater wurde 1983 unter dem Namen Arkadaş Theater von Necati Şahin als freies türkisches Theater gegründet. 1986 bezog das Theater als bislang einziges seiner Art in Nordrhein-Westfalen ein eigenes Haus. 2003 gewann das Arkadaş-Theater den Kölner Kinder- und Jugendtheaterpreis. Im Juni 2017 wurde das Theater vom Deutschen Kulturrat auf Die Rote Liste gesetzt und in die Kategorie 1 (von Schließung bedroht) eingestuft. Am 31. Juli 2017 endete der Spielbetrieb des Theaters an seinem angestammten Platz in Köln-Ehrenfeld. Nachfolger im Gebäude ist seit Oktober 2017 das Urania Theater.